# Галкин, Михаил Петрович
Михаи́л Петро́вич Га́лкин (12 февраля 1917, Пласт, Оренбургская губерния — 21 июля 1942, Киришский район, Ленинградская область) — командир звена 4-го истребительного авиационного полка 20-й смешанной авиационной дивизии 9-й армии Южного фронта, лейтенант Рабоче-крестьянской Красной Армии, участник советско-финской и Великой Отечественной войн, Герой Советского Союза (1942).

## Биография
Родился в рабочей семье. Окончил рабфак в Челябинском энергетическом техникуме (ныне колледж), затем работал слесарем. В 1936 году Галкин был призван на службу в Рабоче-крестьянскую Красную Армию. В 1937 году он окончил Ворошиловградскую военную авиационную школу пилотов. Принимал участие в советско-финской войне. С 1941 года — на фронтах Великой Отечественной войны.
К августу 1941 года лейтенант Михаил Галкин командовал звеном 4-го истребительного авиаполка 20-й смешанной авиадивизии 9-й армии Южного фронта. К тому времени он совершил 58 боевых вылетов, принял участие в 18 воздушных боях, в которых сбил 5 самолётов противника.
Указом Президиума Верховного Совета СССР «О присвоении звания Героя Советского Союза начальствующему и рядовому составу Красной Армии» от 27 марта 1942 года за «образцовое выполнение боевых заданий командования и проявленные при этом отвагу и геройство» удостоен высокого звания Героя Советского Союза с вручением ордена Ленина и медали «Золотая Звезда» за номером 577.
21 июля 1942 года погиб в неравном воздушном бою. Похоронен в братской могиле в посёлке Будогощь Киришского района Ленинградской области.

## Награды

Бюст на аллее Героев в городе Пласт

- Медаль «Золотая Звезда» (27.03.1942);
- Орден Ленина (27.03.1942);
- Орден Красной Звезды (19.05.1940).

## Память
В честь Галкина названа улица в его родном городе и средняя школа. В Пласте и Будогощи установлены бюсты Галкина.